# Завадовский, Пётр Васильевич
Граф (с 27 июня 1793) Пётр Васи́льевич Завадо́вский (10 [21] января 1739, Красновичи, Белгородская губерния, Российская империя — 9 [21] января 1812, Санкт-Петербург, Российская империя) — российский государственный деятель малороссийского происхождения, кабинет-секретарь, фаворит Екатерины II, действительный тайный советник (01.01.1795), первый министр народного просвещения Российской империи (1802—1810).

## Биография
Происходил из малороссийского рода Завадовских. Родился 10 (21) января 1739 года в селе Красновичи (Стародубский полк, Белгородская губерния). Сын казацкого старшины гетманского войска Василия Васильевича Завадовского (1708—1771) от брака его с дочерью подкомория Пелагеей Степановной Ширай (1710—1753).
Маленькое имение родителей его не могло быть достаточным для воспитания многочисленного семейства. Из-за бедного состояния родителей Завадовский воспитывался в доме дяди — козака Ширая, потом был отправлен в иезуитское училище в Орше, где обучался эллинскому и латинскому языкам. Затем, до 1760 года учился в Киевской духовной академии.

### Начало карьеры
В 1760 году Завадовский в Глухове стал служить повытчиком при Малороссийской коллегии и вскоре стал старшим советником Почепской казачьей сотни Стародубского полка.
Принявший в 1765 году управление над Малороссией граф Румянцев обратил внимание на Завадовского, определив его на службу в свою секретную канцелярию.
Во время Русско-турецкой войны 1768—1774 годов, в 1769 году Завадовскому было поручено командовать небольшим отрядом, охранявшем берег Днестра; он несколько раз отражал нападения неприятеля под Бендерами и за отличия был пожалован званием премьер-майора. Со 2 августа 1770 года — подполковник. Затем отличился в битвах на Ларге и при Кагуле; при атаке Силистрийских укреплений был определён полковником (июль, 1773).
Вместе с графом С. Р. Воронцовым в 1774 году подготовил текст Кючук-Кайнарджийского мирного договора и через год получил орден Святого Георгия 4-го класса и имение Ляличи, расположенное по соседству с его родным селом Красновичи.
В 1775 году сопровождал в Санкт-Петербург графа П. А. Румянцева и был представлен императрице Екатерине II.

### Фаворит в 1775—1777 годах
Обладая красивой внешностью, обаятельным обращением и уживчивым характером, Завадовский стал фаворитом императрицы. В 1775 году он был назначен кабинет-секретарём. Состоял при Е. И. В. у принятия челобитных; с января 1776 года — генерал-адъютант, а 28 июня 1776 года был пожалован чином генерал-майора, получил 4 тыс. крестьян в Могилёвской губернии, орден Белого орла и орден Святого Станислава, а по соседству с родным селом — имение Ляличи, Завадовскому были отведены комнаты во дворце с полным содержанием. Это приближение встревожило Потёмкина; к нему присоединилась княгиня Дашкова. Через год вследствие интриг Завадовский был удалён от дворца.

### Служба
После отставки с этого «поста» Завадовский продолжал хранить верность Екатерине, к которой питал страстную любовь, и не женился ещё десять лет, а когда построил дворец в Екатеринодаре (село Ляличи при Завадовском носило имя «Екатеринодар»), с 250 комнатами, фарфоровыми изразцами, малахитовыми каминами и роскошной библиотекой, его главным украшением стала статуя Екатерины в натуральную величину.
Пользуясь поддержкой своего друга Безбородко, Завадовский занимал видные посты в администрации.
В тайные советники и сенаторы был пожалован 1 января 1780 года; стал членом Воспитательного Общества благородных девиц. Через год ему было поручено руководить Петербургским Дворянским и Городским заёмными банками. Он председательствовал в комиссии о сокращении канцелярского делопроизводства; ему были поручены ревизия присутственных мест, управление учебными заведениями и составление для них уставов, переустройство Пажеского корпуса и других школ, заведование медико-хирургической школой. В 1781 году он стал управляющим Санкт-Петербургским Дворянским Заёмным банком и разработал его устав, одобренный императрицей. В 1782 году возглавил вновь созданную Комиссию об учреждении училищ и разработал «План к установлению народных училищ в Российской империи», по которому в губернских городах учреждались четырёхклассные народные училища, а в уездных — двухклассные малые народные училища. Председательствовал с 1784 года в комиссии по постройке Исаакиевского собора. С 31 августа 1787 года был членом Совета при Высочайшем Дворе.
Император Франц II по желанию императрицы Екатерины ІІ 27 июня 1793 года пожаловал Завадовскому титул графа Римской империи. Сама же она наградила его орденом Св. Александра Невского; 1 января 1795 года он получил чин действительного тайного советника. Просьба его об отставке по болезни была отклонена императрицей, однако фактически он постепенно отошёл от дел.
В середине 1790-х гг. вскрылась афера с выводом денег из Государственного заёмного банка. Однако Екатерина, благоволившая Завадовскому, поставила его во главе комиссии, расследовавшей хищения, а когда участие Завадовского стало очевидным, он был выведен из комиссии, однако как-либо наказан не был.
Уже при императоре Павле I, 5 апреля 1797 года был возведён в графское достоинство Российской империи. Однако в ноябре 1799 года государю сообщили, что секретарь Государственного ассигнационного банка Матвеев при содействии архивариуса Неёлова обманным путём получил 7 тысяч рублей. И поскольку «под начальством графа Завадовского подобная операция случается уже в третий раз, то он отставлен от службы». Так состоялась вторая отставка Завадовского, продолжавшаяся с 6 ноября 1799 до 18 апреля 1801 года. В этот период он проживал на территории Украины, где соорудил ряд зданий.
При Александре I он был возвращён на государственную службу; с 18.04.1801 года — сенатор, член Непременного совета. С мая 1801 по 1802 год — председатель Комиссии составления законов.
В период 8 сентября 1802 по 11 апреля 1810 года — первый руководитель Министерства народного просвещения. В бытность Завадовского министром народного просвещения появились народные школы, в уездах — уездные училища, в губерниях — гимназии; были учреждены учебные округа, изданы уставы университетов и основаны Казанский, Харьковский и Дерптский университеты, открыт Петербургский педагогический институт.
С 11 апреля 1810 года и до своей смерти Завадовский был председателем Департамента законов Государственного Совета.
Граф Завадовский скончался 9 (21) января 1812 года в Санкт-Петербурге. Похоронен на Лазаревском кладбище Александро-Невской лавры.

## Награды
- Орден Святого Георгия 4-й степени (26 ноября 1775)[9]
- Орден Белого Орла (1776)
- Орден Святого Станислава (1776)
- Орден Святого Александра Невского (12 февраля 1786)[9]
- Орден Святого Владимира 1-й степени (28 июня 1786)[9]
- Орден Святой Анны 1-й степени (5 апреля 1797)
- Орден Святого Андрея Первозванного (5 апреля 1797)[9]
- Орден Святого Иоанна Иерусалимского, командорский крест (8 января 1799)[9]

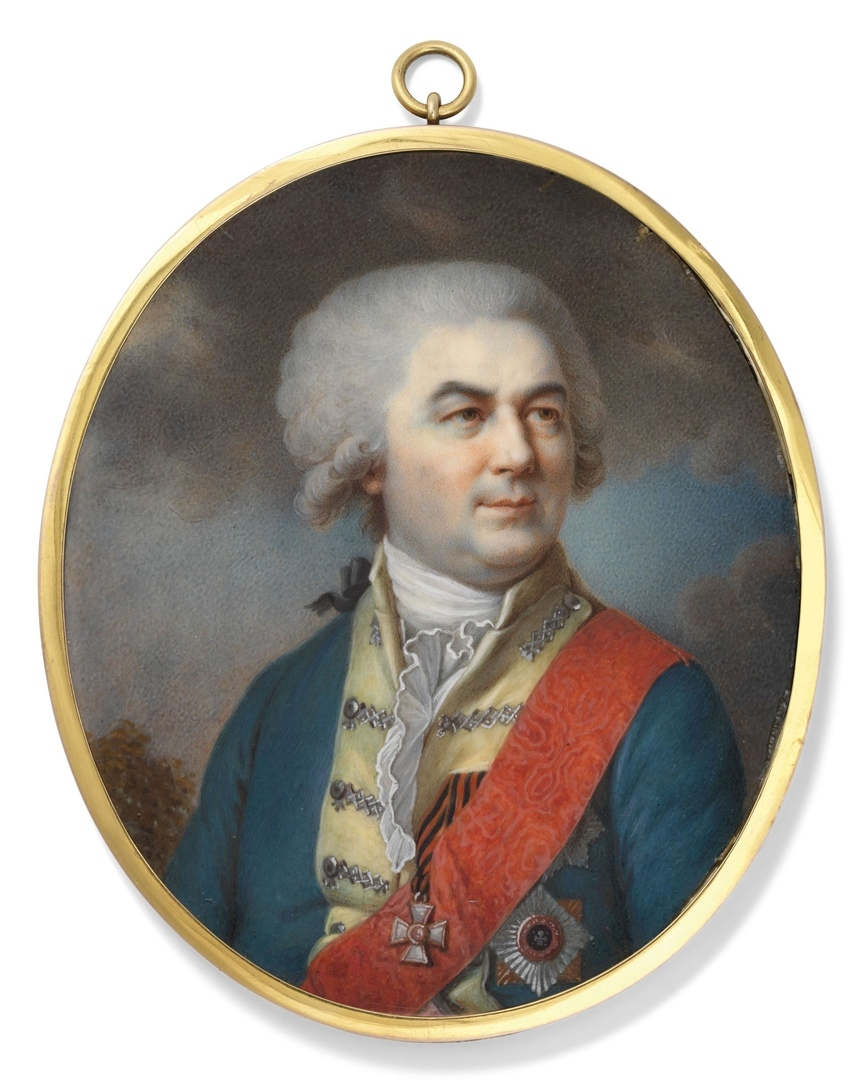
Портрет работы неизвестного художника по оригиналу И. Б. Лампи Старшего, 1790-е гг.
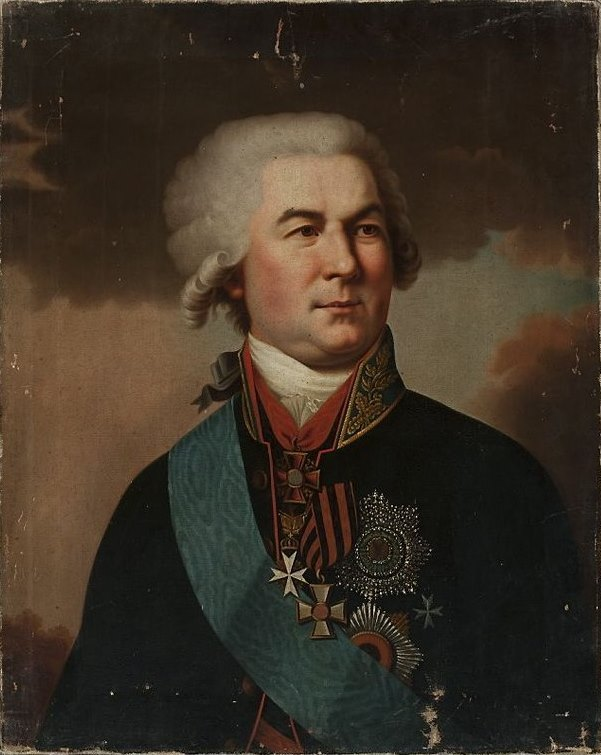
Портрет работы неизвестного художника, 1800-е гг.
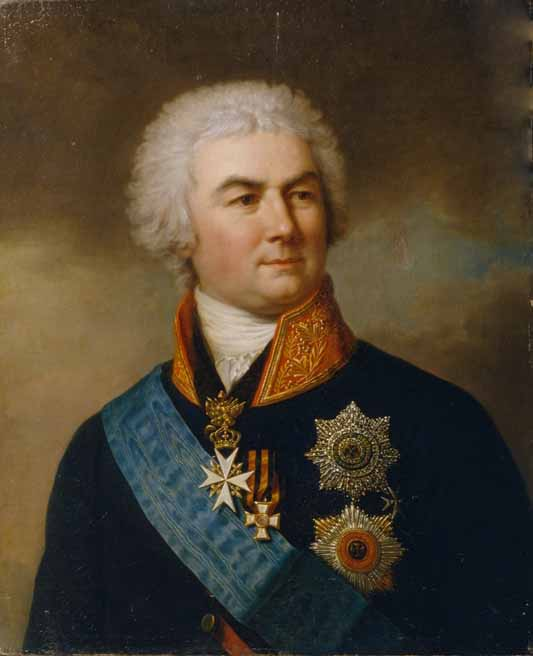
Портрет работы Степана Щукина, 1800-е гг.

## Семья

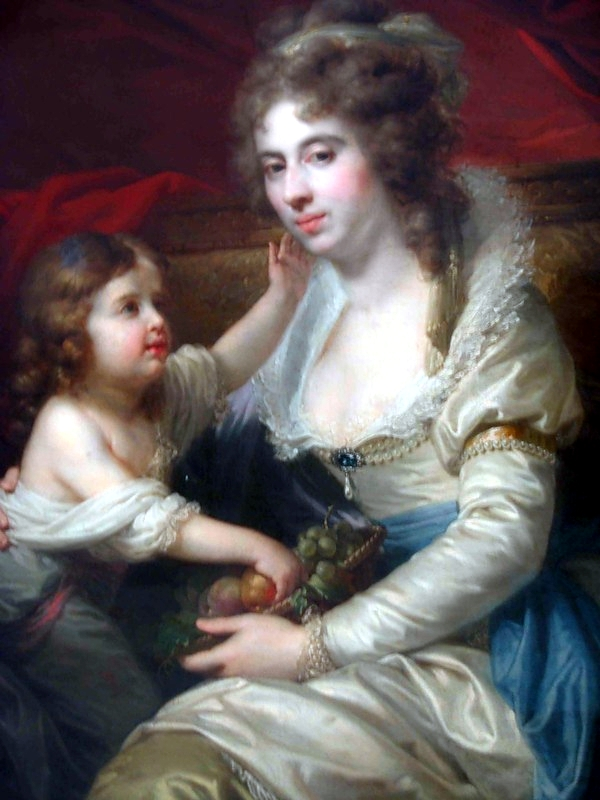
Графиня Завадовская с дочерью Татьяной

Пётр Васильевич Завадовский был женат с 30 апреля 1787 года на одной из первых красавиц своего времени графине Вере Николаевне Апраксиной, дочери жившей у графа К. Г. Разумовского его племянницы и «метрессы», графини Софьи Осиповны Закревской (Апраксиной).
От этого брака он имел 9 дочерей и 4 сыновей, но восемь детей умерли в младенчестве.
- Александр Петрович (1794—1856) — камергер, чиновник Коллегии иностранных дел, приятель Грибоедова, участник «четверной дуэли» (24.11.1817, Шереметев—Завадовский—Грибоедов—Якубович) из-за балерины Истоминой. Умер холостым.
- Софья Петровна (1795—1830) — фрейлина, с 1815 года была замужем за князем В. Н. Козловским (1790—1847), которого оставила ради А. М. Исленьева (1794—1882), они венчались, но брак не был признан. Их дети получили фамилию Иславины, одна из дочерей, Любовь Александровна Иславина (1826—1886, в замужестве Берс), была матерью С. А. Толстой, жены писателя Л. Н. Толстого.
- Василий Петрович (1798—1855) — обер-прокурор Сената. Был женат на известной красавице Елене Михайловне Влодек (1807—1874).
- Аглаида Петровна (1799—1844), была замужем за Ф. И. Мержеевским (ум.1851), предводителем дворянства Могилевской губернии.
- Татьяна Петровна (1802—1884), была замужем за сенатором В. И. Каблуковым (1781—1848).

Правнучка Софья Андреевна Берс вышла замуж за графа Льва Толстого.

## Рекомендуемая литература
- Российский государственный военно-исторический архив (РГВИА). Ф. 489. Оп. 1. Д. 7142. Л. 62 об.